# Eider cu cap cenușiu
Eiderul cu cap cenușiu (Somateria spectabilis) este o rață de mare de mărime mare care se reproduce de-a lungul coastelor arctice ale emisferei nordice din nord-estul Europei, America de Nord și Asia. Păsările petrec cea mai mare parte a anului în ecosistemele marine de coastă la latitudini mari și migrează în tundra arctică pentru a se reproduce în iunie și iulie. Ele depun între patru și șapte ouă într-o scorbură pe sol căptușită cu iarbă și puf.

## Descriere

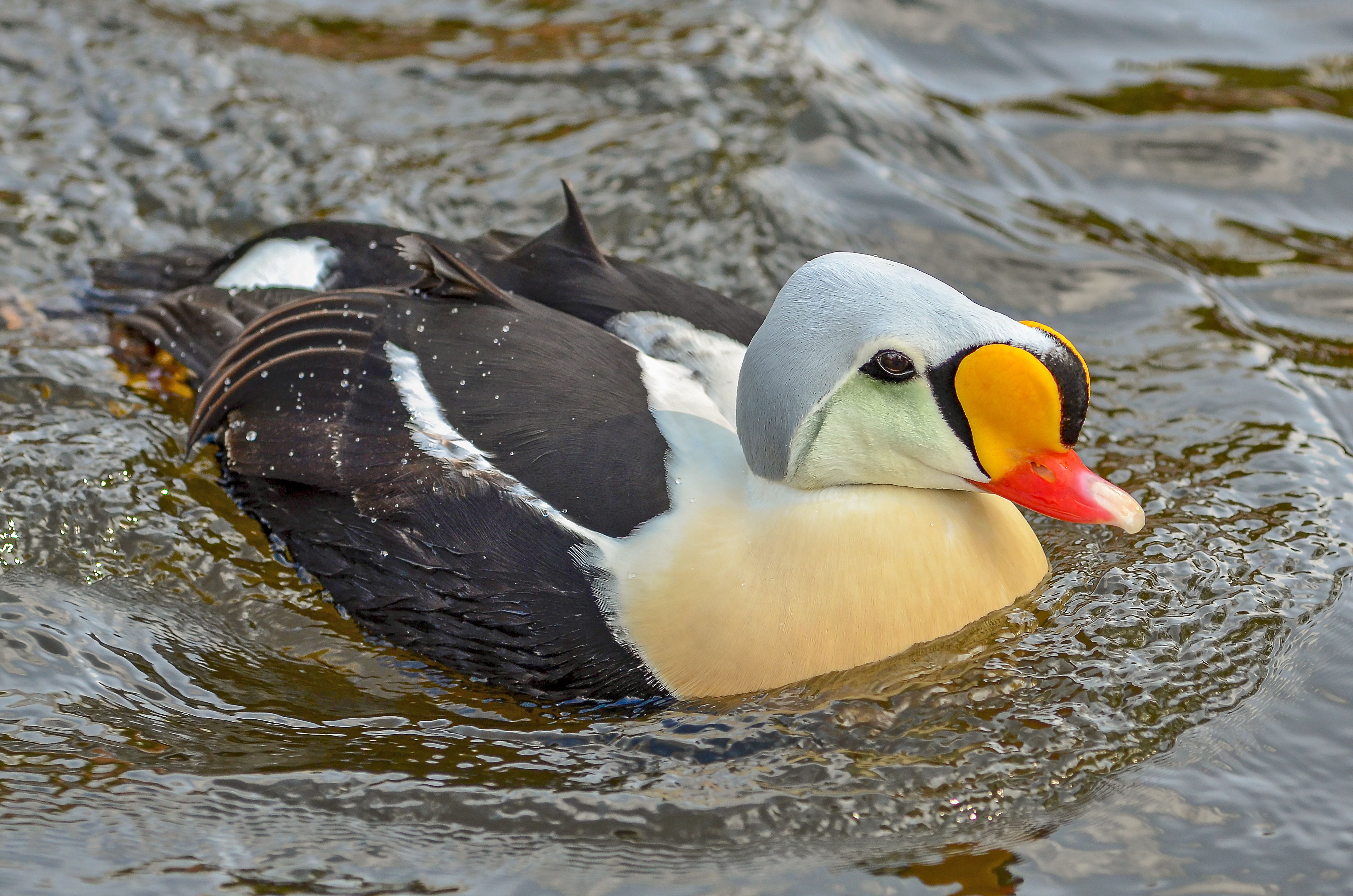
Somateria spectabilis

Eiderul cu cap cenușiu este o rață de mare, cu o lungime de 50-70 cm și o anvergură a aripilor de 86-102 cm. Masculii sunt, în medie, mai grei decât femelele, cu o greutate medie de 1,668 kg pentru masculi și 1,567 kg pentru femele. Greutatea unei păsări individuale poate varia considerabil de la un sezon la altul – de la doar 0,9 kg până la 2,2 kg.
Ca toate eiderele, specia prezintă dimorfism sexual; masculul este puțin mai mare și, în penajul de reproducere, mult mai colorat decât femela. Masculul este inconfundabil cu corpul său negru, pieptul alb cu nuanțe de bej și capul multicolor. Capul, ceafa și gâtul sunt de un gri albăstrui deschis. Obrazul este verde deschis. Ciocul, separat de față printr-o linie neagră subțire, este roșu-corai cu o protuberanță mare, galbenă, distinctivă. Unele pene terțiare sunt curbate în sus și formează „pinteni” de-a lungul spatelui.
Femela are o culoare generală maro cald, ușor mai palidă pe cap și gât. Penele de pe părțile superioare și de pe flancuri sunt marcate cu dungi negricioase, în timp ce cele de pe gât și cap prezintă dungi negre fine. Are o pată cărămizie la baza ciocului și un inel ocular cărămiziu care se prelungește într-o dungă curbată în jos în spatele ochiului. Ciocul este descris în diferite moduri ca fiind negru sau gri, iar picioarele și labele picioarelor sunt gri verzui.

## Galerie

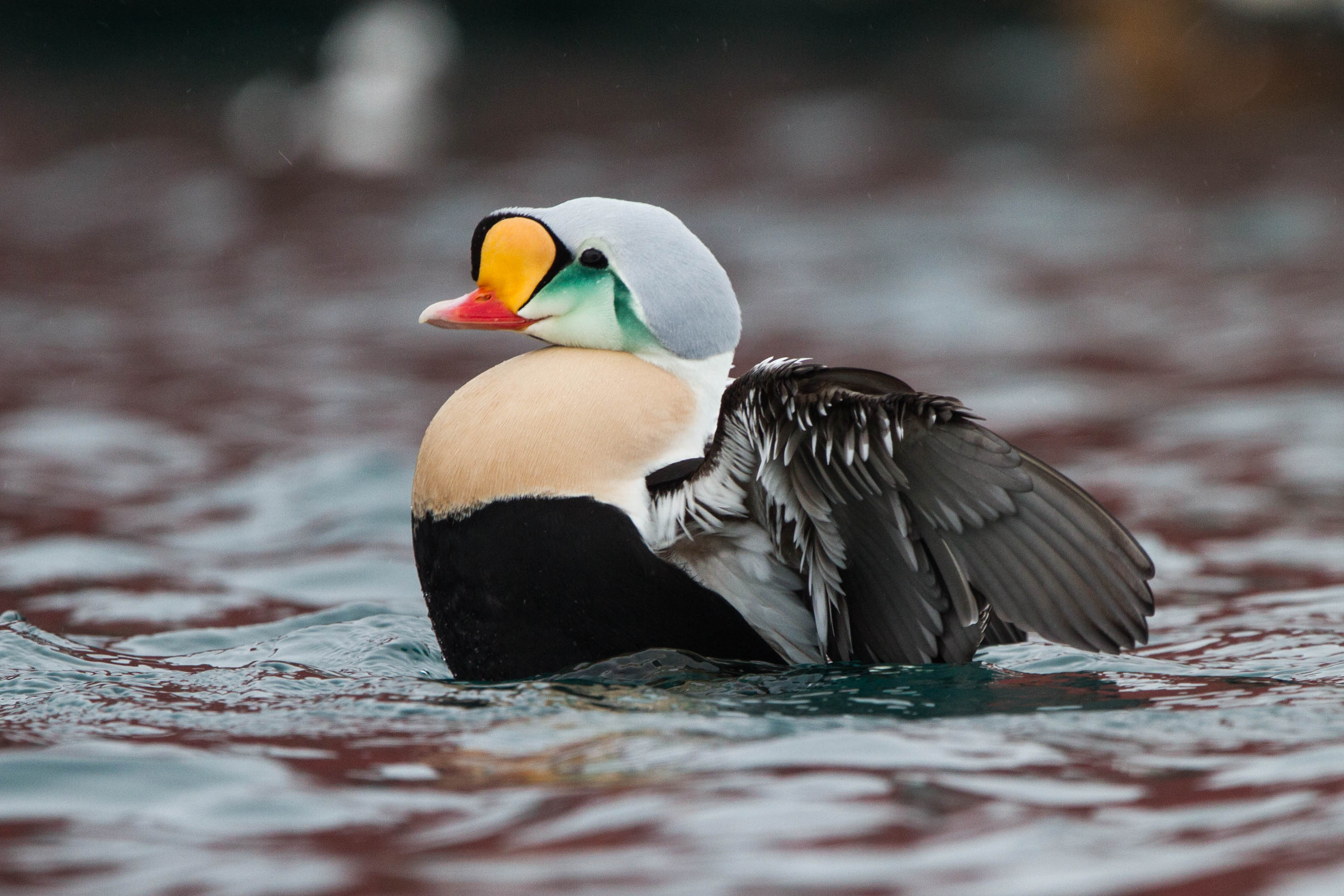
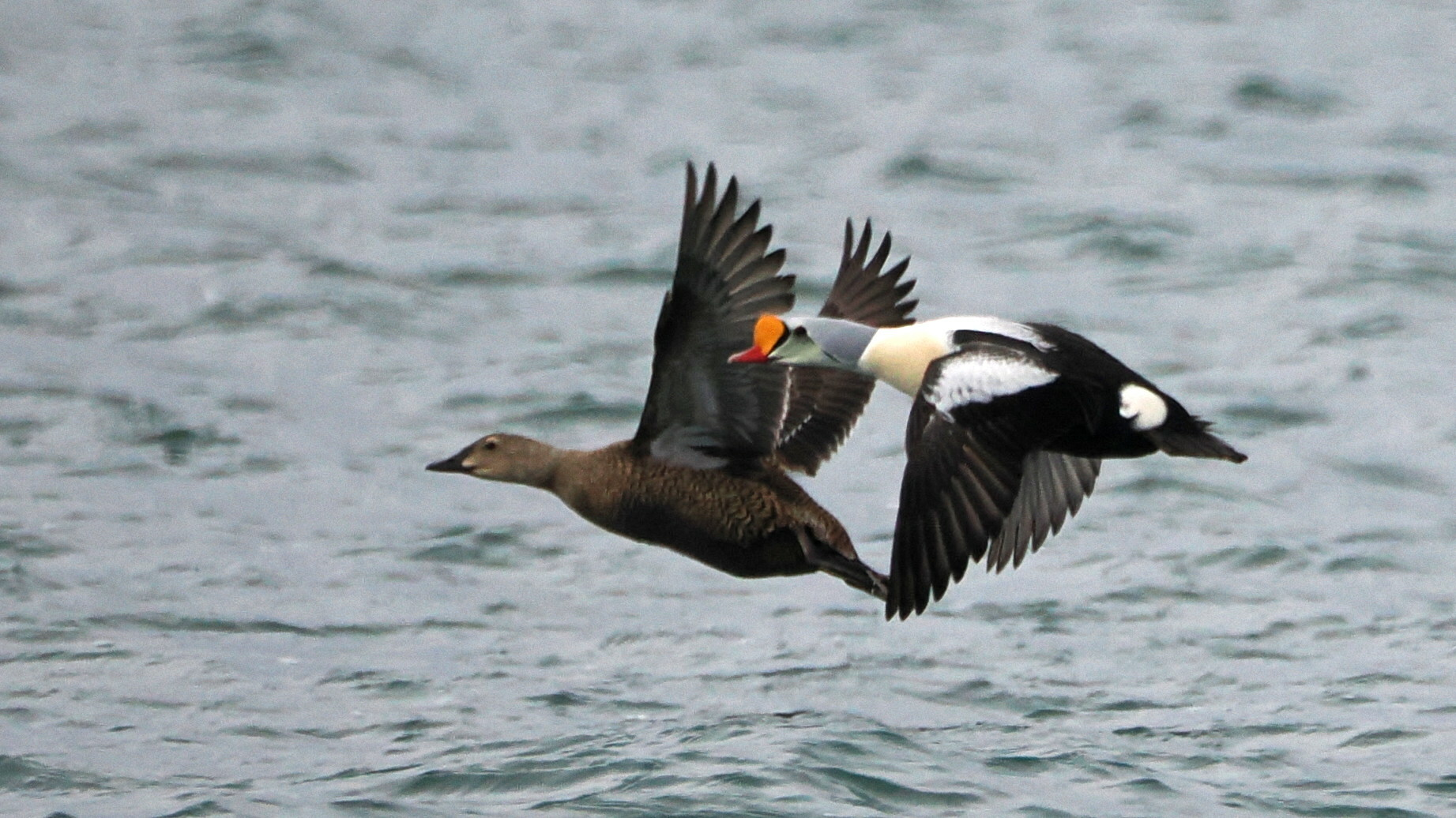
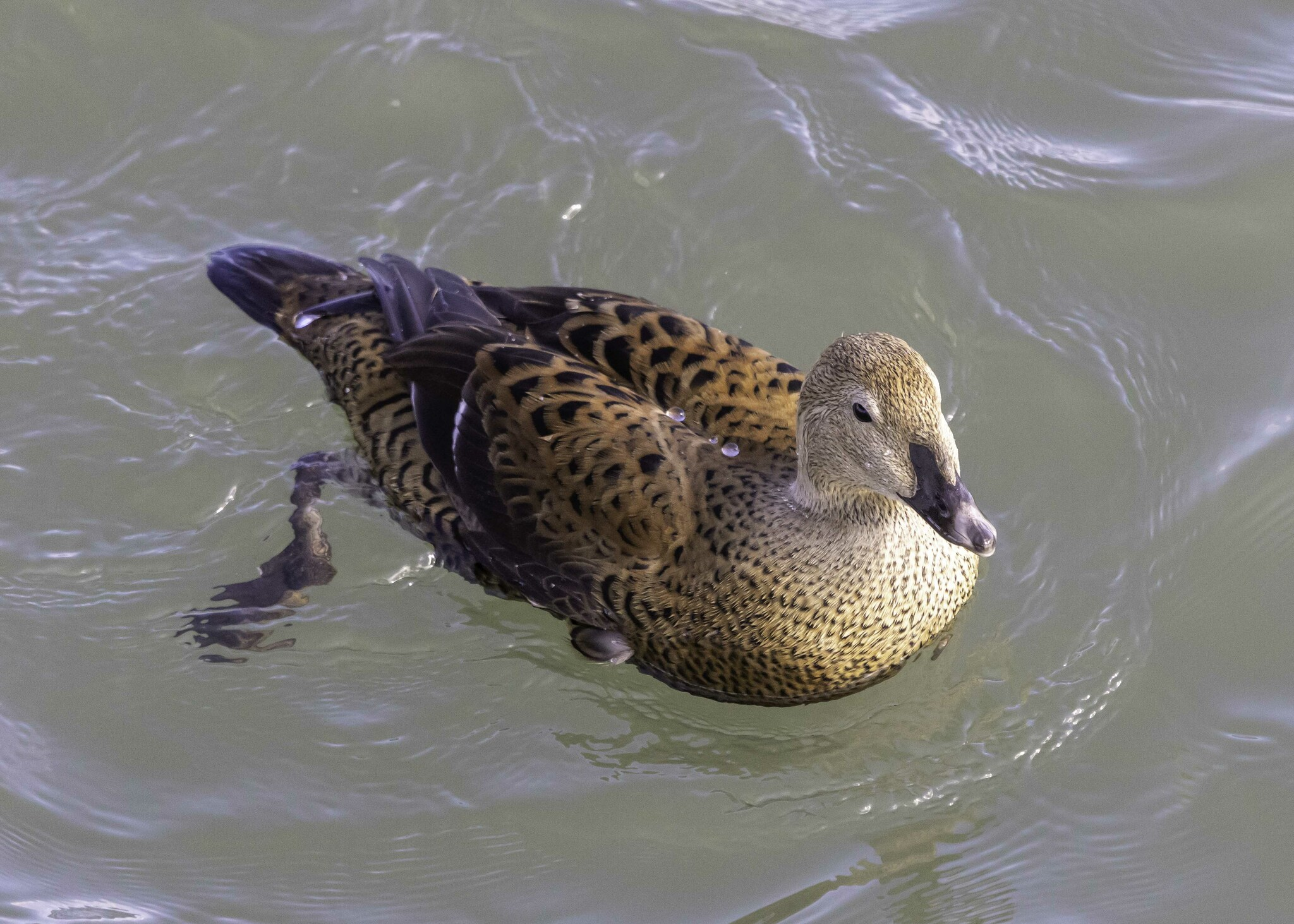
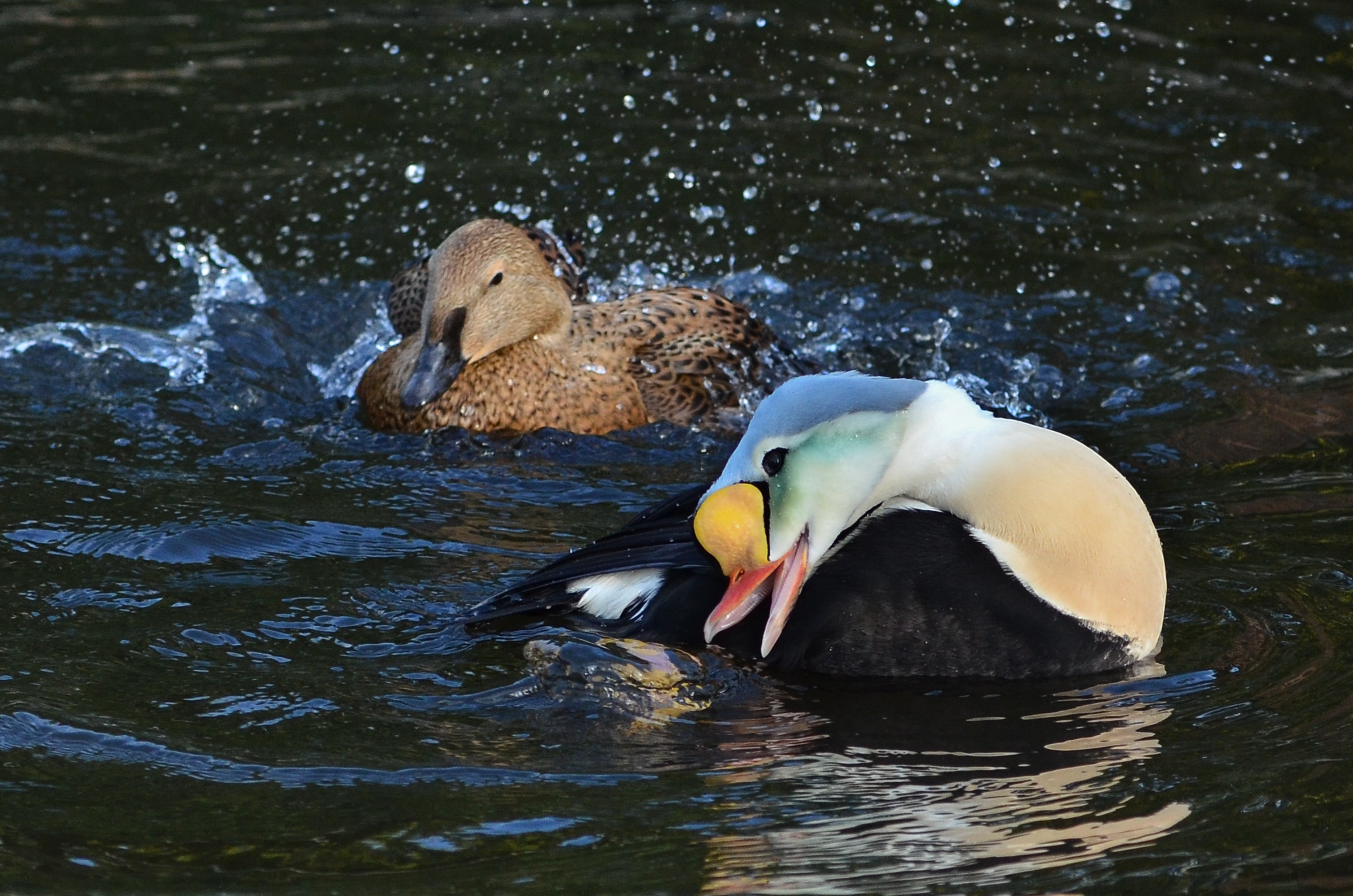
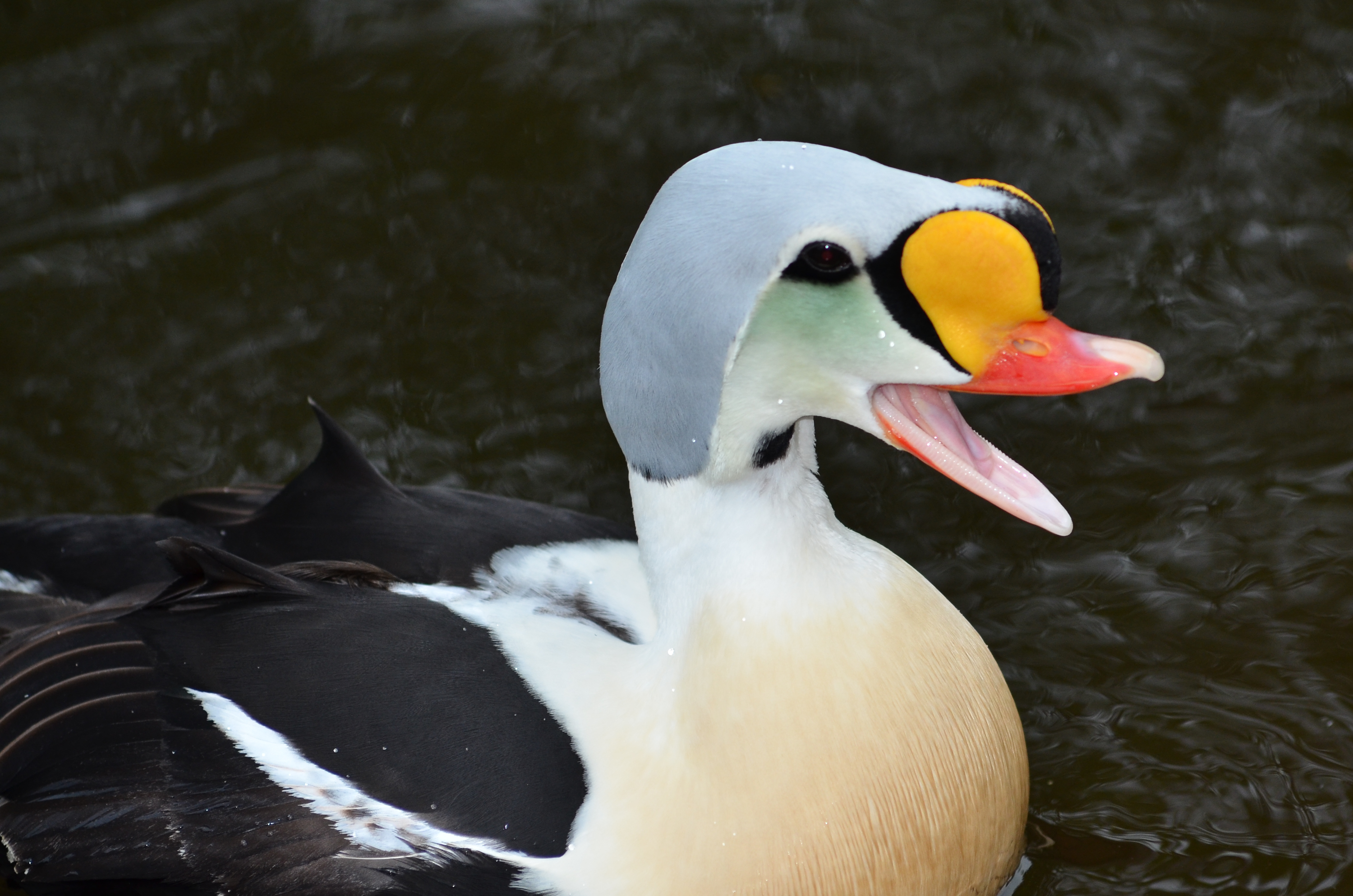
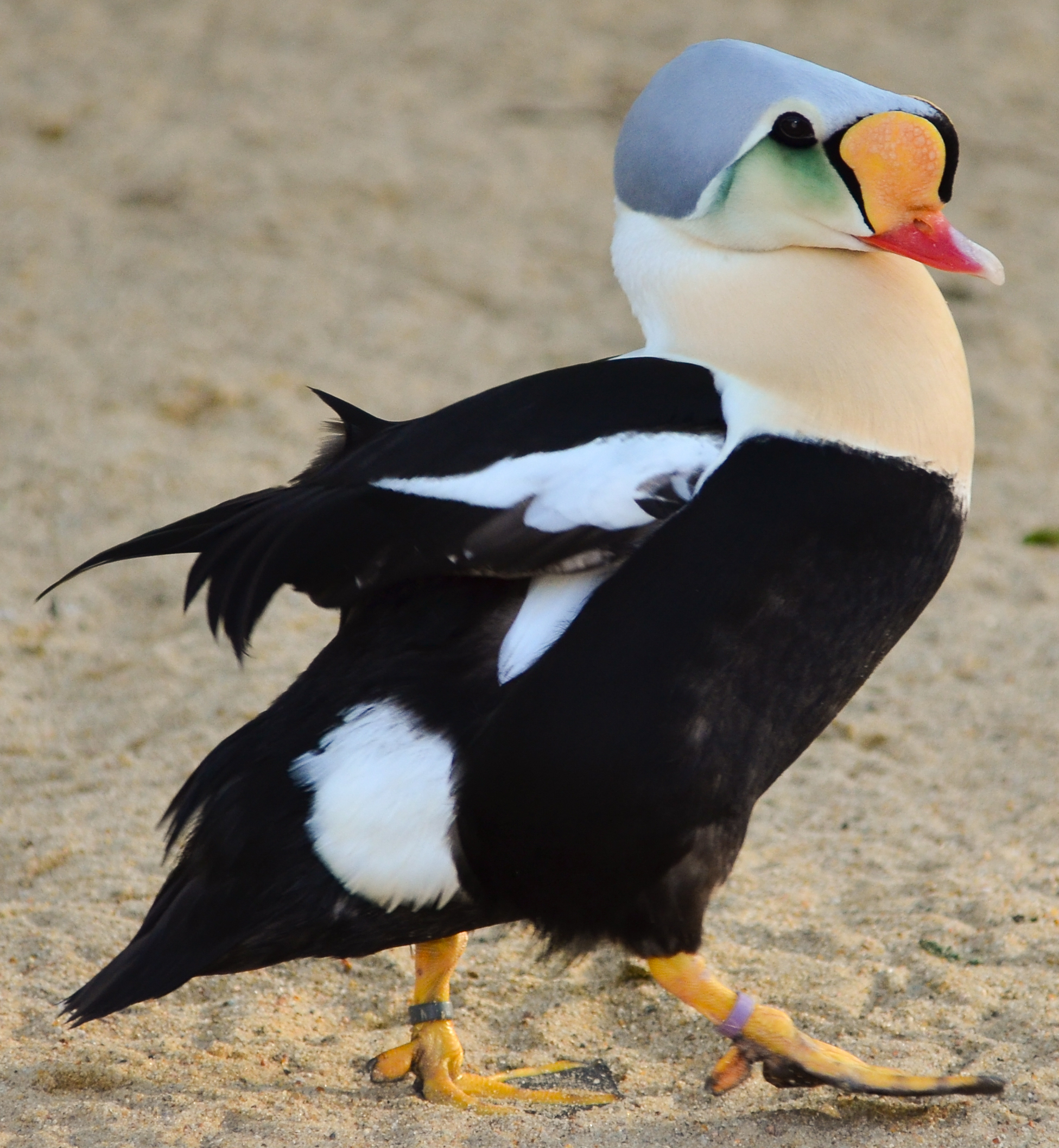